# Ewa Kulik-Bielińska

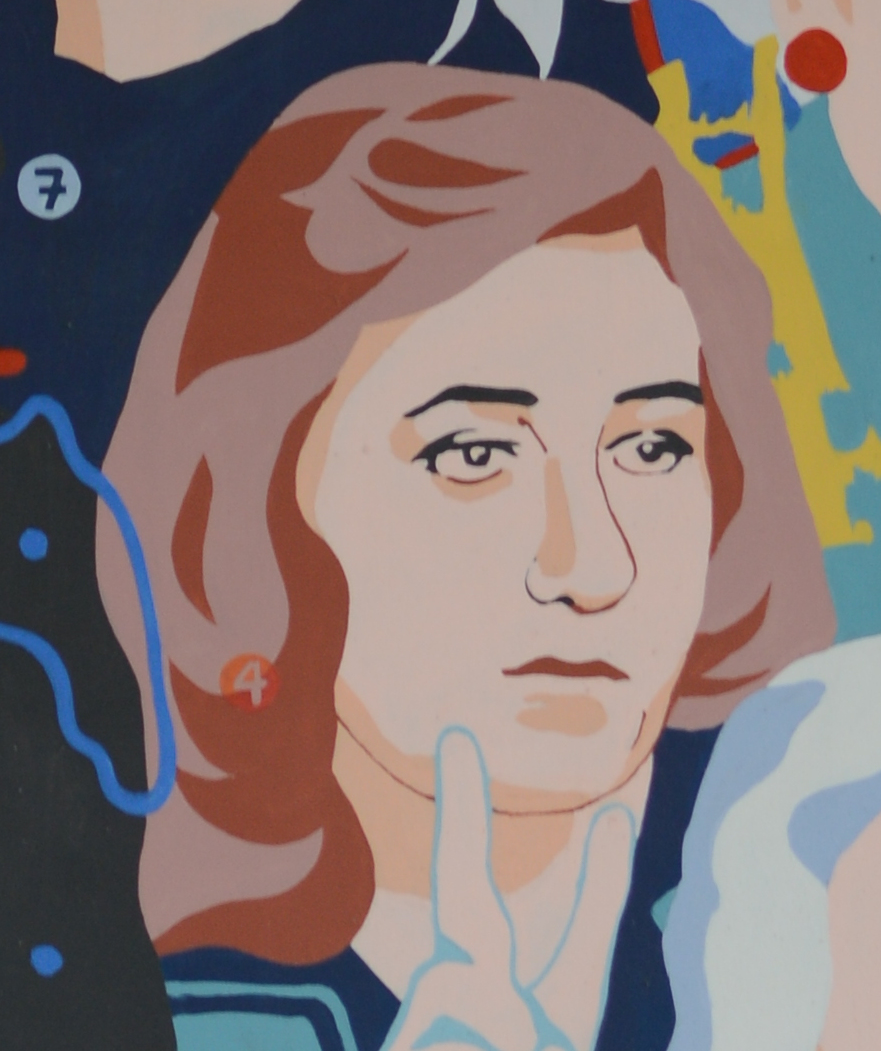
Wizerunek Ewy Kulik-Bielińskiej na muralu „Kobiety Wolności” w Gdańsku

Ewa Maria Kulik-Bielińska (ur. 10 listopada 1957 w Gdyni) – polska tłumaczka literatury pięknej, działaczka opozycji w okresie PRL, redaktorka niezależnych czasopism, dyrektorka Fundacji im. Stefana Batorego.

## Życiorys
Po studiach w latach 1976–1980 ukończyła w 1987 filologię angielską na Uniwersytecie Jagiellońskim w Krakowie. W latach 1977–1980 była rzeczniczką krakowskiego Studenckiego Komitetu Solidarności, prowadziła bibliotekę publikacji drugiego obiegu, była też współorganizatorką wykładów Uniwersytetu Latającego. Na początku 1979 została redaktorką niezależnego pisma studenckiego „Indeks”. W 1980 przeniosła się do Warszawy. Po aresztowaniu w sierpniu Jacka Kuronia zamieszkała w jego mieszkaniu i prowadziła Biuro Informacyjne, odbierając doniesienia o strajkach i przekazując je zachodnim agencjom prasowym.
We wrześniu 1980 została członkinią NSZZ „Solidarność”. Redagowała biuletyn informacyjny „Solidarności” Regionu Mazowsze, a następnie czasopismo „Niezależność”, od marca 1981 została sekretarzem redakcji tego pisma. Po wprowadzeniu stanu wojennego ukrywała się, organizując struktury podziemnej „Solidarności”. Była czołową współpracowniczką, a później członkinią Regionalnej Komisji Wykonawczej NSZZ „Solidarność” Region Mazowsze i Tymczasowej Komisji Koordynacyjnej. Razem z Heleną Łuczywo i Zbigniewem Bujakiem współorganizowała ogólnokrajową centralę podziemia (była m.in. główną opiekunką ukrywających się Zbigniewa Bujaka i Wiktora Kulerskiego, koordynatorką łączności, organizatorką spotkań działaczy podziemia). Od 27 października 1982 była rozpracowywana przez Wydział III-2 Komendy Stołecznej Milicji Obywatelskiej (kryptonim Mała/Ewa).
Została aresztowana w maju 1986, była przetrzymywana w Areszcie Śledczym Warszawa-Mokotów. Została zwolniona we wrześniu tego samego roku na mocy amnestii. Została następnie członkinią jawnej już RKW Mazowsze. W latach 1988–1989 w ramach stypendium przebywała na Uniwersytecie Bostońskim. Po powrocie do Polski prowadziła biuro korespondenta dziennika „The Independent” w Polsce (1989–1991).
W okresie III RP zaangażowana w działalność organizacji pozarządowych i branżowych, takich jak Stowarzyszenie Tłumaczy Polskich (od 1992), polski PEN Club (od 1995, w latach 1997–1999 członkini zarządu), Stowarzyszenie Pisarzy Polskich (od 1996), Rada Działalności Pożytku Publicznego (członkini w czasie I kadencji jako przedstawicielka trzeciego sektora) oraz Forum Darczyńców. Od 2000 zajmowała stanowisko dyrektora ds. informacji i rozwoju w Fundacji im. Stefana Batorego. W 2010 powołana na dyrektorkę tej fundacji. W 2014 została także prezesem European Foundation Centre.

## Życie prywatne
Żona Konrada Bielińskiego.

## Odznaczenia i wyróżnienia
W 2006 prezydent Lech Kaczyński, za wybitne zasługi dla niepodległości Rzeczypospolitej Polskiej, za działalność na rzecz przemian demokratycznych w kraju, odznaczył ją Krzyżem Komandorskim Orderu Odrodzenia Polski.
Była jedną z osób, których wizerunek znalazł się w 2019 na muralu „Kobiety Wolności” na stacji PKM Strzyża w Gdańsku. W 2023 otrzymała Nagrodę Obywatelską im. Henryka Wujca.

## Tłumaczenia
- Jerzy Kosiński, Diabelskie drzewo, wyd. 1, Warszawa: Czytelnik, 1992, ISBN 83-07-02283-5, OCLC 32029060. Brak numerów stron w książce
- Dashiell Hammett, Klątwa Dainów, Warszawa: Da Capo, 1993, ISBN 83-85373-29-2, OCLC 749887308. Brak numerów stron w książce
- Jerzy Kosiński, Gra, wyd. 1, Kraków: Wydawnictwo Literackie, 1993, ISBN 83-08-02502-1, OCLC 30588763. Brak numerów stron w książce
- Henry Miller, Moloch czyli ten gojowski świat, Warszawa: Noir sur Blanc, 1995, ISBN 83-901283-9-X, OCLC 750972556. Brak numerów stron w książce
- Louis Begley, Wojenne kłamstwa, wyd. 1, Warszawa: Da Capo, 1995, ISBN 83-7157-000-7, OCLC 33438055. Brak numerów stron w książce
- James Park Sloan, Jerzy Kosiński: biografia, wyd. 2, Warszawa: Da Capo, 1997, ISBN 83-7157-148-8, OCLC 243885155. Brak numerów stron w książce
- Paul Auster, Mr Vertigo, Warszawa: Noir sur Blanc, 1999, ISBN 83-86743-82-4, OCLC 749155269. Brak numerów stron w książce
- Anne Applebaum, Między Wschodem a Zachodem: przez pogranicza Europy, Warszawa: Prószyński i S-ka, 2001, ISBN 83-7255-894-9, OCLC 49782256. Brak numerów stron w książce
- Henry Miller, Plexus, Warszawa: Noir sur Blanc, 2003, ISBN 83-88459-78-3, OCLC 55102952. Brak numerów stron w książce